# أوليفيا برايس
أوليفيا برايس (بالإنجليزية: Olivia Price)‏ (17 مايو 1996 بسيدني في أستراليا - ) هي لاعبة كرة قدم أسترالية في مركز الوسط. شاركت مع منتخب أستراليا الوطني لكرة القدم للسيدات تحت 20 سنة ‏. أما مع النوادي، فقد لعبت مع سيدني إف سي ‏.

## وصلات خارجية
- أوليفيا برايس على موقع قاعدة بيانات كرة القدم.إي يو (الإنجليزية)